# Graça Druck
Maria da Graça Druck de Faria (Porto Alegre, 1953), mais conhecida simplesmente como Graça Druck, é uma socióloga, economista e professora universitária brasileira notória em pesquisas na área de sociologia do trabalho com foco nos impactos da terceirização e da precarização nas relações trabalhistas e nos direitos sociais trabalhistas.

## Biografia
Oriunda de uma família de imigrantes alemães que se estabeleceu no Rio Grande do Sul, Graça Druck nasceu em 1953 na cidade de Porto Alegre e se graduou inicialmente em economia pela Universidade Federal do Rio Grande do Sul (UFRGS) em meados da década de 1970. Nesta época o Brasil vivia uma ditadura militar e Graça participava ativamente como militante no movimento estudantil e atuou em uma organização clandestina, na qual conheceu a obra de Karl Marx e Friedrich Engels, bem como as diversas correntes do marxismo que se tornaram o seu referencial teórico para o engajamento intelectual posterior na compreensão dos processos de luta das classes trabalhadoras.
Em 1976, após a conclusão de sua graduação, Graça se mudou para São Paulo para continuar sua militância política até o fim à redemocratização ocorrida nos anos 1980. Neste contexto, em 1986, ela ingressou no mestrado em Ciência Política na Universidade Estadual de Campinas (UNICAMP) onde desenvolveu a dissertação "Os Sindicatos, os Trabalhadores e as Novas Políticas de Gestão do Trabalho: O Caso dos Circulos de Controle de Qualidade na Região de Campinas" sob orientação do professor Thomas Patrick Dwyer e começou a sua experiência docente como professora do Departamento de Ciências Sociais da PUC de Campinas.
Em 1989, após concluir o seu mestrado, Graça Druck ingressou no doutorado em ciências sociais também pela UNICAMP, no qual desenvolveu uma pesquisa, sob orientação do professor Edmundo Fernandes Dias, na área de sociologia do trabalho aplicada à realidade do Polo Petroquímico de Camaçari que resultou na tese "Terceirização: (Des)Fordizando a Fábrica - um estudo do complexo petroquímico da Bahia" que veio a ser defendida em 1995, quando ela já estava estabelecida na Bahia.
Em 1991, Graça Druck se mudou para o estado da Bahia, estabelecendo residência na capital baiana, onde se tornou pesquisadora do Centro de Estudos e Pesquisas em Humanidades (CRH), órgão suplementar vinculado à Faculdade de Filosofia, Ciências Humanas da UFBA. No ano seguinte, ela foi aprovada por concurso público para o cargo de professora efetiva do Departamento de Sociologia da FFCH da UFBA, onde desenvolveu toda a sua carreira acadêmica até se tornar em 2018 professora titular na referida instituição.
Em 2006, ela realizou sua investigação de pós-doutoramento na Universidade de Paris 13 (França) sob a supervisão da professora Annie Thébaud-Mony, com apoio institucional da CAPES. Nesse período de estudo, ela se reencontrou com Helena Hirata (CNRS), incorporando as pesquisas de Hirata às suas investigações sobre as relações de trabalho na contemporaneidade.

## Pensamento

### Crítica à epidemia da tercerização
Em sua pesquisa de doutorado, Graça Druck investigou o "modelo japonês" (toyotismo) dos anos 1990 no Brasil e as implicações dele sobre o espaço intrafabril, em especial as duas principais práticas de gestão que eram inspiradas nesse modelo: os programas de "qualidade total" e a Terceirização. A partir dos achados empíricos na realidade industrial do complexo petroquímico de Camaçari, ela identificou que a terceirização praticada naquele complexo conduzia a uma precarização em quadro dimensões: das condições de trabalho, da saúde dos trabalhadores, da geração de emprego e das ações coletivas.
Essa pesquisa que dialogou com referenciais teóricos como André Gorz, Ricardo Antunes e Francisco de Oliveira resultou em um livro publicado pela Editora Boitempo em 1999 chamado de "Terceirização: (Des)Fordizando à fábrica".
Esta obra teria sido o trabalho intelectual de Druck com maior densidade teórico-analítica, sendo uma referência no campo da Sociologia do trabalho, em razão de suas conclusões ainda permanecerem atuais para compreensão da "epidemia da terceirização", principal estratégia de precarização social das relações de trabalho no Brasil.

### Correlação entre neoliberalismo, crise do capitalismo financeiro e ascensão da extrema-direita
A eclosão da crise do capitalismo financeiro em 2008 e as frágeis condições de vida que o neoliberalismo vem impondo à população mundial estariam fomentando o crescimento de movimentos neofascistas e de extrema direita em vários países pelo Planeta, de acordo com Graça Druck. Assim, ela defende que o neoliberalismo vem proporcionado uma "nova forma de ser, pensar e agir", que seria orientada pelo estímulo à "concorrência generalizada de todos contra todos", na qual estaríamos vivendo um "modo de vida em que todos têm que agir e pensar como uma empresa".
Para Graça Druck, os avanços tecnológicos extraordinários que estamos experimentando têm proporcionado uma concentração de riqueza material e financeira historicamente inédita no mundo que vem levando ao aumento do desemprego, à desmoralização das instituições democráticas, em razão da incapacidade do estado de propiciar uma igualdade de oportunidades, além da "criminalização da política" fomentada por atores políticos que se beneficiam dessa desilusão com a democracia que vem repercutindo em segmentos sociais desesperados pelas desigualdades socio-econômicas, o que ajudaria a explicar o surgimento ou reaparecimento do neofascismo, bem como o fortalecimento de manifestações de xenofobia, de racismo e de misoginia.

## Obras
- Terceirização: (Des)Fordizando à fábrica. Boitempo, 1999.
- A perda da razão social do trabalho: precarização e terceirização. São Paulo: Ed. Boitempo, 2007. (em coautoria com Tânia Franco).
- Trabalho, Precarização e Resistências. Edufba, 2019.